# Nederlandse kampioenschappen atletiek 1974

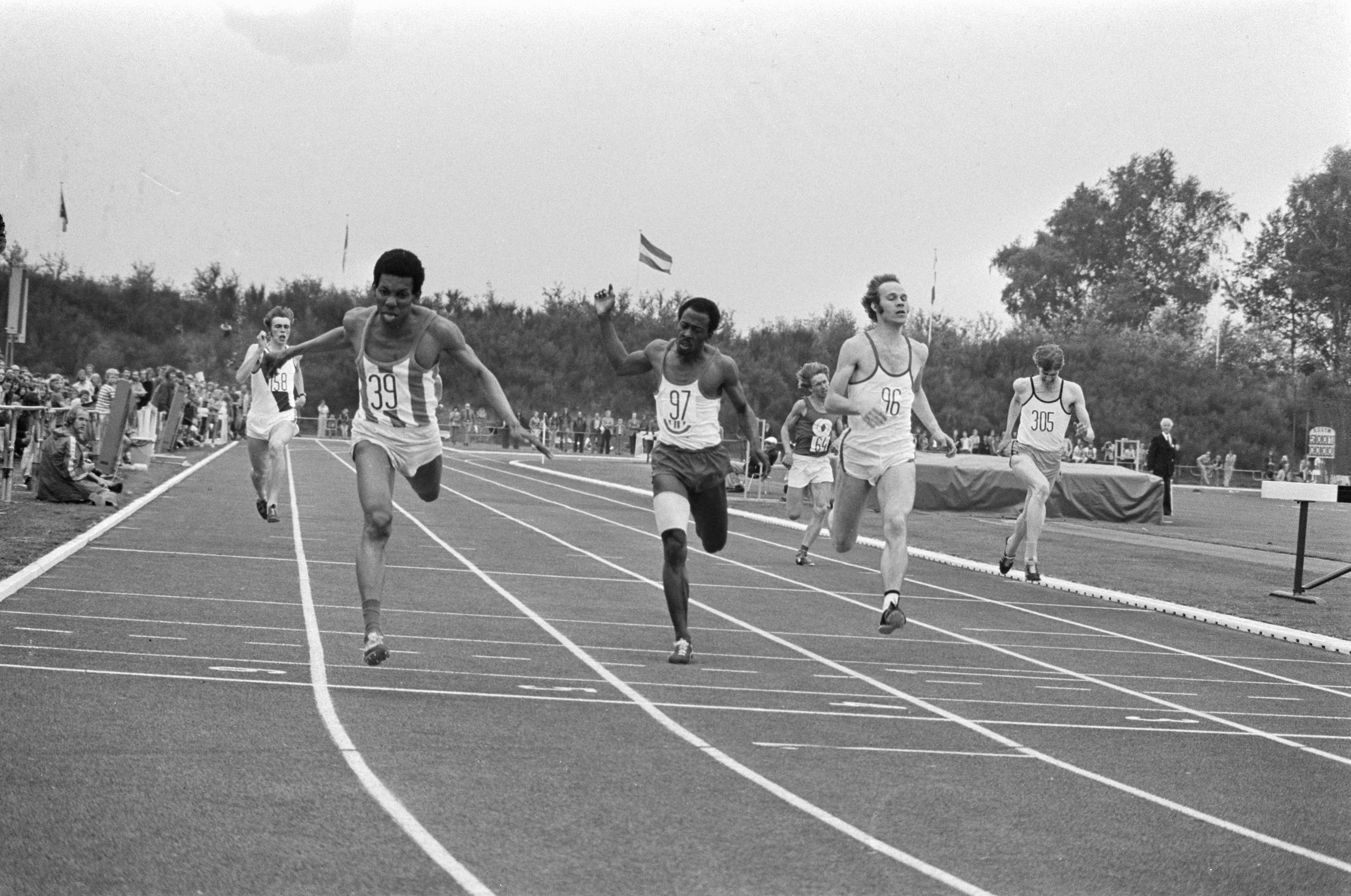
De 200m, gewonnen door Raymond Heerenveen (nummer 39)

In 1974 werden de Nederlandse kampioenschappen atletiek gehouden op 2, 3 en 4 augustus in het Nationaal Sportcentrum Papendal bij Arnhem. De organisatie lag in handen van atletiekverenigingen Ciko ’66 uit Arnhem en Quick uit Nijmegen.
Voor de eerste keer in de geschiedenis van de Nederlandse atletiek werden de kampioenschappen op kunststof verwerkt en was er overal sprake van elektronische tijdwaarneming.

## Uitslagen

### 100 m
| rang   | atleet             | prestatie |
| ------ | ------------------ | --------- |
| Goud   | Bert de Jager      | 10,62 s   |
| Zilver | Raymond Heerenveen | 10,64 s   |
| Brons  | Sammy Monsels      | 10,65 s   |

| rang   | atlete          | prestatie |
| ------ | --------------- | --------- |
| Goud   | Wilma van Gool  | 11,80 s   |
| Zilver | Elly van Lienen | 12,13 s   |
| Brons  | Joke Winkelman  | 12,13 s   |

### 200 m
| rang   | atleet             | prestatie |
| ------ | ------------------ | --------- |
| Goud   | Raymond Heerenveen | 21,37 s   |
| Zilver | Sammy Monsels      | 21,68 s   |
| Brons  | Bert de Jager      | 21,77 s   |

| rang   | atlete          | prestatie |
| ------ | --------------- | --------- |
| Goud   | Trudy Wunderink | 23,76 s   |
| Zilver | Wilma van Gool  | 23,80 s   |
| Brons  | Joke Winkelman  | 24,56 s   |

### 400 m
| rang   | atleet                | prestatie |
| ------ | --------------------- | --------- |
| Goud   | Toine van de Goolberg | 47,23 s   |
| Zilver | Rijn van de Heuvel    | 47,79 s   |
| Brons  | Jan Struijk           | 48,35 s   |

| rang   | atlete          | prestatie |
| ------ | --------------- | --------- |
| Goud   | Trudy Wunderink | 53,09 s   |
| Zilver | Riet Kruiswijk  | 55,83 s   |
| Brons  | Wilma Hillen    | 56,68 s   |

### 800 m
| rang   | atleet              | prestatie |
| ------ | ------------------- | --------- |
| Goud   | Rijn van den Heuvel | 1.50,36   |
| Zilver | Evert Hoving        | 1.50,36   |
| Brons  | Rick Snoep          | 1.51,76   |

| rang   | atlete            | prestatie |
| ------ | ----------------- | --------- |
| Goud   | Fieke Kamps       | 2.07,23   |
| Zilver | Riet Kruiswijk    | 2.07,83   |
| Brons  | Loes van der Valk | 2.10,45   |

### 1500 m
| rang   | atleet         | prestatie |
| ------ | -------------- | --------- |
| Goud   | Haico Scharn   | 3.41,30   |
| Zilver | Bram Wassenaar | 3.42,59   |
| Brons  | Wijnand Bladt  | 3.43,28   |

| rang   | atlete          | prestatie |
| ------ | --------------- | --------- |
| Goud   | Joke van Gerven | 4.31,54   |
| Zilver | Tineke Kluft    | 4.34,35   |
| Brons  | Cilia van Kleef | 4.35,86   |

### 5000 m/3000 m
| rang   | atleet             | prestatie |
| ------ | ------------------ | --------- |
| Goud   | Jos Hermens        | 13.57,00  |
| Zilver | John van de Wansem | 13.59,48  |
| Brons  | Jo Schout          | 14.07,83  |

| rang   | atlete          | prestatie |
| ------ | --------------- | --------- |
| Goud   | Joke van Gerven | 9.38,08   |
| Zilver | Claire Spauwen  | 10.01,56  |
| Brons  | Carla Beurskens | 10.02,17  |

### 10.000 m
| rang   | atleet         | prestatie |
| ------ | -------------- | --------- |
| Goud   | Jos Hermens    | 29.01,84  |
| Zilver | Gerard Tebroke | 29.34,28  |
| Brons  | Piet Vonck     | 29.56,61  |

### 110 m horden/100 m horden
| rang   | atleet             | prestatie |
| ------ | ------------------ | --------- |
| Goud   | Frank Nusse        | 14,59 s   |
| Zilver | Jan Willem Boogman | 14,90 s   |
| Brons  | Eltjo Schutter     | 15,09 s   |

| rang   | atlete                  | prestatie |
| ------ | ----------------------- | --------- |
| Goud   | Mieke van Wissen        | 14,40 s   |
| Zilver | Greet Mooy              | 14,86 s   |
| Brons  | Marjan Ackermans-Thomas | 15,05 s   |

### 200 m horden
| rang   | atleet          | prestatie |
| ------ | --------------- | --------- |
| Goud   | Eltjo Schutter  | 24,31 s   |
| Zilver | Jon Wellerdieck | 25,36 s   |
| Brons  | Hans Waalkens   | 26,15 s   |

### 400 m horden
| rang   | atleet      | prestatie |
| ------ | ----------- | --------- |
| Goud   | Frank Nusse | 50,93 s   |
| Zilver | Jan Struijk | 53,19 s   |
| Brons  | Bert Kolman | 54,31 s   |

### 3000 m steeple
| rang   | atleet      | prestatie |
| ------ | ----------- | --------- |
| Goud   | Roelof Veld | 9.03,2    |
| Zilver | Steef Kijne | 9.05,4    |
| Brons  | Pieter Vos  | 9.09,6    |

### Verspringen
| rang   | atleet         | prestatie |
| ------ | -------------- | --------- |
| Goud   | Roy Sedoc      | 7,52 m    |
| Zilver | Eltjo Schutter | 7,21 m    |
| Brons  | Jan Drent      | 7,19 m    |

| rang   | atlete        | prestatie |
| ------ | ------------- | --------- |
| Goud   | Ciska Janssen | 6,45 m    |
| Zilver | Rola Koekoek  | 6,02 m    |
| Brons  | Sylvia Barlag | 5,93 m    |

### Hink-stap-springen
| rang   | atleet        | prestatie |
| ------ | ------------- | --------- |
| Goud   | Roy Sedoc     | 15,10 m   |
| Zilver | Eddy IJzerman | 14,61 m   |
| Brons  | Hugo Veira    | 14,30 m   |

### Hoogspringen
| rang   | atleet       | prestatie |
| ------ | ------------ | --------- |
| Goud   | Johan Bode   | 2,09 m    |
| Zilver | Ruud Wielart | 2,06 m    |
| Brons  | Leo Poirot   | 2,03 m    |

| rang   | atlete          | prestatie |
| ------ | --------------- | --------- |
| Goud   | Annemieke Bouma | 1,80 m    |
| Zilver | Mirjam van Laar | 1,75 m    |
| Brons  | Mieke van Doorn | 1,75 m    |

### Polsstokhoogspringen
| rang   | atleet            | prestatie |
| ------ | ----------------- | --------- |
| Goud   | Eltjo Schutter    | 4,65 m    |
| Zilver | Bert Krijnen      | 4,30 m    |
| Brons  | Frans van der Ham | 4,20 m    |

### Kogelstoten
| rang   | atleet       | prestatie |
| ------ | ------------ | --------- |
| Goud   | Sjaak Ruhl   | 15,56 m   |
| Zilver | Rob Hermans  | 15,55 m   |
| Brons  | Aad de Bruyn | 15,16 m   |

| rang   | atlete       | prestatie |
| ------ | ------------ | --------- |
| Goud   | Elna Schalk  | 14,06 m   |
| Zilver | Ria Stalman  | 13,48 m   |
| Brons  | Betty Bogers | 13,36 m   |

### Discuswerpen
| rang   | atleet        | prestatie |
| ------ | ------------- | --------- |
| Goud   | Harry Zitzen  | 52,94 m   |
| Zilver | Rob Hermans   | 48,60 m   |
| Brons  | Nico Kriatkow | 45,66 m   |

| rang   | atlete             | prestatie |
| ------ | ------------------ | --------- |
| Goud   | Ria Stalman        | 54,14 m   |
| Zilver | Jet van Wageningen | 46,82 m   |
| Brons  | Betty Bogers       | 45,68 m   |

### Speerwerpen
| rang   | atleet           | prestatie |
| ------ | ---------------- | --------- |
| Goud   | Dirk Kooreman    | 68,14 m   |
| Zilver | Jack van Merode  | 64,76 m   |
| Brons  | Nico Hellendoorn | 64,36 m   |

| rang   | atlete            | prestatie |
| ------ | ----------------- | --------- |
| Goud   | Lida Kuys         | 51,22 m   |
| Zilver | Elly van Beuzekom | 50,90 m   |
| Brons  | Carla Admiraal    | 43,32 m   |

### Kogelslingeren
| rang   | atleet          | prestatie |
| ------ | --------------- | --------- |
| Goud   | Carel ter Horst | 51,28 m   |
| Zilver | Sjef Swinkels   | 51,04 m   |
| Brons  | Wim Schoemaker  | 46,92 m   |

1904 · 
1908 · 
1909 · 
1910 · 
1911 · 
1912 · 
1913 · 
1914 · 
1915 · 
1917 · 
1918 · 
1919 · 
1920 · 
1921 · 
1922 · 
1923 · 
1924 · 
1925 · 
1926 · 
1927 · 
1928 · 
1929 · 
1930 · 
1931 · 
1932 · 
1933 · 
1934 · 
1935 · 
1936 · 
1937 · 
1938 · 
1939 · 
1940 · 
1941 · 
1942 · 
1943 · 
1944 · 
1946 · 
1947 · 
1948 · 
1949 · 
1950 · 
1951 · 
1952 · 
1953 · 
1954 · 
1955 · 
1956 · 
1957 · 
1958 · 
1959 · 
1960 · 
1961 · 
1962 · 
1963 · 
1964 · 
1965 · 
1966 · 
1967 · 
1968 · 
1969 · 
1970 · 
1971 · 
1972 · 
1973 · 
1974 · 
1975 · 
1976 · 
1977 · 
1978 · 
1979 · 
1980 · 
1981 · 
1982 · 
1983 · 
1984 · 
1985 · 
1986 · 
1987 · 
1988 · 
1989 · 
1990 · 
1991 · 
1992 · 
1993 · 
1994 · 
1995 · 
1996 · 
1997 · 
1998 · 
1999 · 
2000 · 
2001 · 
2002 · 
2003 · 
2004 · 
2005 · 
2006 · 
2007 · 
2008 · 
2009 · 
2010 · 
2011 · 
2012 · 
2013 · 
2014 · 
2015 · 
2016 ·
2017 ·
2018 ·
2019 ·
2020 ·
2021 ·
2022 ·
2023 ·
2024 ·
2025